# Callosciurus concolor
Callosciurus concolor — вид гризунів родини Sciuridae. Поширення: Таїланд, Малайзія. Таксон відокремлено від C. caniceps.

## Характеристики
C. concolor середнього розміру із середньою довжиною голови й тулуба 28 сантиметрів. Основне забарвлення хутра – сіре. Хутро злегка червонувате посередині спини. Це забарвлення поширюється на основу хвоста, але не на боки тіла, пах або шию. Кінчик хвоста чорнуватий, але межа від решти сірого хвоста нечітко визначена. Черево сріблясто-сіре.

## Середовище існування та раціон
C. concolor мешкає на Малакському півострові в первинних та вторинних лісах, на плантаціях, у садах та парках на околицях міст до висоти 1135 метрів над рівнем моря. Ліси, де мешкає цей вид, зазвичай складаються з дерев родини Pterocarpaceae. Він харчується фруктами, листям, корою, квітами та комахами. Серед фруктів, які він любить, є хлібне дерево, інжир та ягоди перцю.